# Croix de Bettembourg
La Croix de Bettembourg est un carrefour routier au sud de la ville de Luxembourg, à proximité de la ville de Bettembourg dans le canton d'Esch-sur-Alzette.
Elle constitue un échangeur complet entre l'Autoroute A13 (axe est-ouest) et l'Autoroute A3 (axe nord-sud).
La Croix de Bettembourg voit passer en moyenne 64 790 véhicules par jour, avec des pointes à 90 000 véhicules par jour
L'échangeur doit être entièrement réorganisé entre 2018 et 2024, avec un passage à 2 x 3 voies, pour faire face à l'augmentation du trafic routier.